# Памятники архитектуры Кайзерсверта
Перечень памятников архитектуры Кайзерсверта (административный район г. Дюссельдорфа, Германия) включает в себя 105 охраняемых законом и каталогизированных памятников архитектуры,представляющих историческую и художественную ценность (по данным на декабрь 2016 года). Этот перечень включен в общий список памятников архитектуры Дюссельдорфа на основании закона о памятниках архитектуры Северного Рейна-Вестфалии.

## Список памятников архитектуры
| Изображение                           | Наименование памятника              | Адрес                                                              | Датировка памятника                 | Дата постановки на учёт             | Код памятника                       | Положение на карте                                         |
| Альте Ландштрассе (Alte Landstraße)   | Альте Ландштрассе (Alte Landstraße) | Альте Ландштрассе (Alte Landstraße)                                | Альте Ландштрассе (Alte Landstraße) | Альте Ландштрассе (Alte Landstraße) | Альте Ландштрассе (Alte Landstraße) | Альте Ландштрассе (Alte Landstraße)                        |
| ------------------------------------- | ----------------------------------- | ------------------------------------------------------------------ | ----------------------------------- | ----------------------------------- | ----------------------------------- | ---------------------------------------------------------- |
|                                       | Жилой дом c дворовыми постройками   | Альте Ландштрассе, 151 (Alte Landstraße 151)                       | 1735, XIX век                       | 15 февраля 1983                     | 304                                 | Карта Архивная копия от 16 января 2017 на Wayback Machine  |
|                                       | Дом Елизавета (Haus Elisabeth)      | Альте Ландштрассе, 159. 161а, 161 (Alte Landstraße 159, 161а, 161) | 1910                                | 18 марта 1994                       | 1284                                | Карта Архивная копия от 16 января 2017 на Wayback Machine  |
|                                       | Здание на вратах                    | Альте Ландштрассе, 179 (Alte Landstraße 179)                       | Примерно 1885                       | 13 июня 1995                        | 1354                                | Карта Архивная копия от 16 января 2017 на Wayback Machine  |
|                                       | Административное здание диаконии    | Альте Ландштрассе, 179b (Alte Landstraße 179b)                     | 1910                                | 13 июня 1995                        | 1356                                | Карта Архивная копия от 16 января 2017 на Wayback Machine  |
|                                       | Фронбергхаус                        | Альте Ландштрассе, 179с (Alte Landstraße 179c)                     | 1882-1925                           | 13 июня 1995                        | 1357                                | Карта Архивная копия от 16 января 2017 на Wayback Machine  |
|                                       | Катарина-Гёбель-Штифт               | Альте Ландштрассе, 179f (Alte Landstraße 179f)                     | Примерно 1890                       | 13 июня 1995                        | 1358                                | Карта Архивная копия от 16 января 2017 на Wayback Machine  |
|                                       | Фридерикенштифт                     | Альте Ландштрассе, 179i (Alte Landstraße 179i)                     | Примерно 1890                       | 13 июня 1995                        | 1359                                | Карта Архивная копия от 16 января 2017 на Wayback Machine  |
|                                       | Жилой дом с дворовыми постройками   | Альте Ландштрассе, 207—209 (Alte Landstraße 207—209)               | Начало XVIII века                   | 17 августа 1982                     | 208                                 | Карта Архивная копия от 16 января 2017 на Wayback Machine  |
|                                       | Жилой дом с дворовыми постройками   | Альте Ландштрассе, 223—225 (Alte Landstraße 223—225)               | 1709                                | 5 апреля 1984                       | 563                                 | Карта Архивная копия от 16 января 2017 на Wayback Machine  |
| Ам Мюлентурм (Am Mühlenturm)          |                                     |                                                                    |                                     |                                     |                                     |                                                            |
|                                       | Жилое здание                        | Ам Мюлентурм, 8 (Am Mühlenturm 8)                                  | 1661                                | 23 февраля 1982                     | 2                                   | Карта Архивная копия от 23 февраля 2011 на Wayback Machine |
|                                       | Жилое здание и садовый дом          | Ам Мюлентурм, 12-12а (Am Mühlenturm 12-12а)                        | 1908 1915                           | 6 сентября 1984                     | 692                                 | Карта Архивная копия от 23 февраля 2011 на Wayback Machine |
|                                       | Жилое здание                        | Ам Мюлентурм, 14 (Am Mühlenturm 14)                                | Начало XX века                      | 23 февраля 1982                     | 3                                   | Карта Архивная копия от 23 февраля 2011 на Wayback Machine |
| Ан Санкт Свидберт (An Sankt Swidbert) |                                     |                                                                    |                                     |                                     |                                     |                                                            |
|                                       | Антониусхаус                        | Ан Санкт Свидберт, 17 (An Sankt Swidbert 17)                       | 1894                                | 17 декабря 1984                     | 816                                 | Карта Архивная копия от 23 февраля 2011 на Wayback Machine |
|                                       | Жилой дом                           | Ан Санкт Свидберт, 18 (An Sankt Swidbert 18)                       | Начало XIX века                     | 23 февраля 1982                     | 4                                   | Карта Архивная копия от 23 февраля 2011 на Wayback Machine |
|                                       | Жилой дом                           | Ан Санкт Свидберт, 21 (An Sankt Swidbert 21)                       | 1729                                | 23 февраля 1982                     | 5                                   | Карта Архивная копия от 23 февраля 2011 на Wayback Machine |
|                                       | Жилой дом                           | Ан Санкт Свидберт, 26 (An Sankt Swidbert 26)                       | Начало XIX века                     | 23 февраля 1982                     | 6                                   | Карта Архивная копия от 23 февраля 2011 на Wayback Machine |
|                                       | Жилой дом                           | Ан Санкт Свидберт, 27a (An Sankt Swidbert 27a)                     | 1764                                | 23 февраля 1982                     | 7                                   | Карта Архивная копия от 23 февраля 2011 на Wayback Machine |
|                                       | Жилой дом                           | Ан Санкт Свидберт, 28 (An Sankt Swidbert 28)                       | Начало XIX века                     | 26 сентября 1988                    | 1157                                | Карта Архивная копия от 23 февраля 2011 на Wayback Machine |
|                                       | Жилой дом                           | Ан Санкт Свидберт, 29 (An Sankt Swidbert 29)                       | 1769                                | 23 февраля 1982                     | 8                                   | Карта Архивная копия от 23 февраля 2011 на Wayback Machine |
|                                       | Жилой дом                           | Ан Санкт Свидберт, 30 (An Sankt Swidbert 30)                       | 1710                                | 23 февраля 1982                     | 9                                   | Карта Архивная копия от 23 февраля 2011 на Wayback Machine |
|                                       | Жилой дом                           | Ан Санкт Свидберт, 31 (An Sankt Swidbert 31)                       | 1787                                | 23 февраля 1982                     | 10                                  | Карта Архивная копия от 23 февраля 2011 на Wayback Machine |
|                                       | Жилой дом                           | Ан Санкт Свидберт, 32 (An Sankt Swidbert 32)                       | 1715                                | 6 сентября 1984                     | 693                                 | Карта Архивная копия от 23 февраля 2011 на Wayback Machine |
|                                       | Жилой дом                           | Ан Санкт Свидберт, 34 (An Sankt Swidbert 34)                       | 1740, конец XIX века                | 23 февраля 1982                     | 11                                  | Карта Архивная копия от 23 февраля 2011 на Wayback Machine |
|                                       | Жилой дом                           | Ан Санкт Свидберт, 43 (An Sankt Swidbert 43)                       | XVIII век                           | 13 мая 1982                         | 107                                 | Карта Архивная копия от 23 февраля 2011 на Wayback Machine |
|                                       | Жилой дом                           | Ан Санкт Свидберт, 45 (An Sankt Swidbert 45)                       | XVIII век                           | 1 марта 1982                        | 64                                  | Карта Архивная копия от 23 февраля 2011 на Wayback Machine |
|                                       | Жилой дом                           | Ан Санкт Свидберт, 47 (An Sankt Swidbert 47)                       | Начало XIX века                     | 15 октября 1984                     | 720                                 | Карта Архивная копия от 23 февраля 2011 на Wayback Machine |
|                                       | Жилой дом                           | Ан Санкт Свидберт, 49 (An Sankt Swidbert 49)                       | XVIII-XIX века                      | 6 сентября 1984                     | 694                                 | Карта Архивная копия от 23 февраля 2011 на Wayback Machine |
|                                       | Школьное здание                     | Ан Санкт Свидберт, 53 (An Sankt Swidbert 53)                       | 1670–1673 годы                      | 23 февраля 1982                     | 12                                  | Карта Архивная копия от 23 февраля 2011 на Wayback Machine |
|                                       | Жилой дом                           | Ан Санкт Свидберт, 65 (An Sankt Swidbert 65)                       | Конец XIX века                      | 2 марта 1982                        | 67                                  | Карта Архивная копия от 23 февраля 2011 на Wayback Machine |
|                                       | Жилой дом                           | Ан Санкт Свидберт, 67 (An Sankt Swidbert 67)                       | Начало XIX века                     | 23 февраля 1982                     | 13                                  | Карта Архивная копия от 23 февраля 2011 на Wayback Machine |
|                                       | Жилой дом                           | Ан Санкт Свидберт, 69 (An Sankt Swidbert 69)                       | 1893                                | 23 февраля 1982                     | 14                                  | Карта Архивная копия от 23 февраля 2011 на Wayback Machine |
|                                       | Жилой дом                           | Ан Санкт Свидберт, 80 (An Sankt Swidbert 80)                       | Конец XIX века                      | 23 февраля 1982                     | 15                                  | Карта Архивная копия от 23 февраля 2011 на Wayback Machine |
| Арнхаймер Штрассе (Arnheimer Straße)  |                                     |                                                                    |                                     |                                     |                                     |                                                            |
|                                       | Хозяйственные постройки             | Арнхаймер Штрассе, 4-20 (Arnheimer Straße 4-20)                    | Конец XIX века                      | 11 июля 1995                        | 1362                                | Карта Архивная копия от 23 февраля 2011 на Wayback Machine |
|                                       | Дом Хайматфройде                    | Арнхаймер Штрассе, 142 (Arnheimer Straße 142)                      | 1927                                | 2 декабря 1997                      | 1429                                | Карта Архивная копия от 23 февраля 2011 на Wayback Machine |
|                                       | Жилой дом                           | Арнхаймер Штрассе, 146 (Arnheimer Straße 146)                      | 1930-1931                           | 25 августа 2000                     | 1489                                | Карта Архивная копия от 23 февраля 2011 на Wayback Machine |
| Бургаллея (Burgallee)                 |                                     |                                                                    |                                     |                                     |                                     |                                                            |
|                                       | Жилое здание и ресторан             | Бургаллея, 1 (Burgallee 1)                                         | Конец XIX века                      | 23 февраля 1982                     | 31                                  | Карта Архивная копия от 23 февраля 2011 на Wayback Machine |
|                                       | Жилое здание                        | Бургаллея, 2,3 (Burgallee 2,3)                                     | Конец XIX века                      | 23 февраля 1982                     | 32                                  | Карта Архивная копия от 16 января 2017 на Wayback Machine  |